# Sabas Calvillo
Sabas Calvillo Velasco, nacido en 1945 en Ciudad Real, es un director de orquesta y de director de coro español.

## Biografía
Sabas Calvillo es licenciado en Ciencias Económicas, y cursó estudios musicales (piano, armonía, composición y dirección de orquesta) en el Conservatorio Superior de Música de Madrid. Se formó en la dirección coral con Oriol Martorell, Erwin List y Michel Coboz. Amplió estudios de dirección orquestal en Siena, Salzburgo y Viena.
Entre otros cargos fue ayudante de dirección de José Ignacio Prieto y Pablo Colino, director del Coro Nacional de España, de la Joven Orquesta de Cámara, y fue el director fundador del Coro y Orquesta "Ars Nova", así como director fundador, en 1992, de la Orquesta Sinfónica de Galicia.
Así mismo, fue profesor de concertación de la Escuela Superior de Canto de Madrid, de la que, posteriormente, y hasta su jubilación, fue catedrático de Ópera y Oratorio.